# Zyklon B

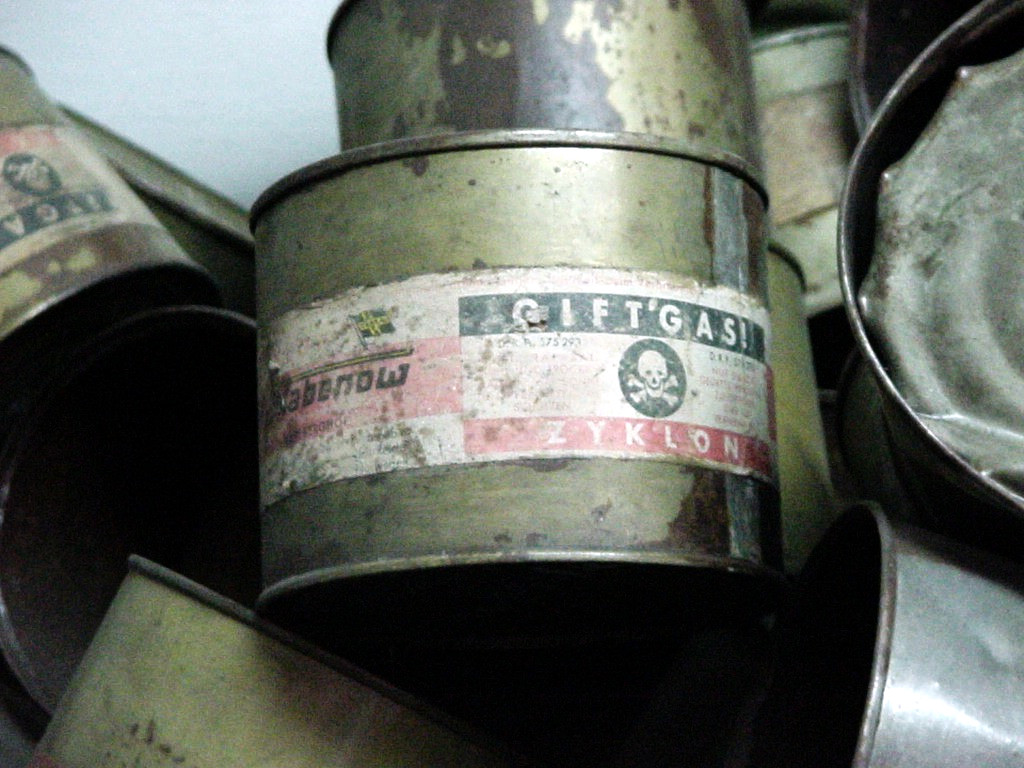
Blikken met Zyklon B

Zyklon B is een pesticide dat in de Tweede Wereldoorlog door nazi-Duitsland werd gebruikt om in gaskamers massaal mensen te vermoorden die in de doctrine van het nationaalsocialisme bekendstonden als Untermenschen. Deze georganiseerde systematische vernietiging van verschillende, voor de nazi's ongewenste, bevolkingsgroepen zou later bekend worden als de Holocaust.

## Werking
De substantie bestaat uit pellets of schijfjes houtpulp of diatomeeënaarde die geïmpregneerd zijn met waterstofcyanide (blauwzuur), een stabilisator en een waarschuwende geurstof ethylbroomacetaat. Blauwzuur is een zeer vluchtige vloeistof met een kookpunt van 25,6°C. Het ruikt enigszins naar amandelen, maar niet sterk genoeg om erop te kunnen vertrouwen dat het geroken wordt voor het fataal is.
De pellets geven, zodra ze aan de open lucht blootgesteld worden, het blauwzuur af als damp. Blauwzuur verdampt ongeveer even gemakkelijk als di-ethylether. De functie van de pellets bestaat eruit het gif hanteerbaar en makkelijker doseerbaar te maken.
Slachtoffers van dit gas voelen in eerste instantie niets. Blauwzuur blokkeert de ademhalingsketen in de cel waardoor het metabolisme in enkele minuten stopt. Het effect treedt dus bij grote doses zo snel op dat mensen vaak nauwelijks de kans hebben om symptomen te ontwikkelen, maar zwaktegevoel, misselijkheid en braken komen bij iets langzamer optredende vergiftigingen wel voor.

## Gebruik als pesticide
Het was voor de oorlog al jaren leverbaar als bestrijdingsmiddel, te gebruiken tegen veel soorten ongedierte, zoals kakkerlakken en luizen, in onder meer woningen en schepen en werd toegepast door de te ontsmetten ruimten zo luchtdicht mogelijk af te sluiten en dan het product in iedere ruimte te verspreiden waarna het personeel (dat gasmaskers droeg) het object zo snel mogelijk verliet. Dit ging overigens nog wel eens mis; mensen overleden wanneer ze met blauwzuur ontsmette maar onvoldoende geventileerde ruimten betraden. Ook tijdens het gebruik van Zyklon B als moordmiddel zijn door ongelukken slachtoffers gevallen onder arbeiders die Zyklon B hanteerden.

## Gebruik op mensen

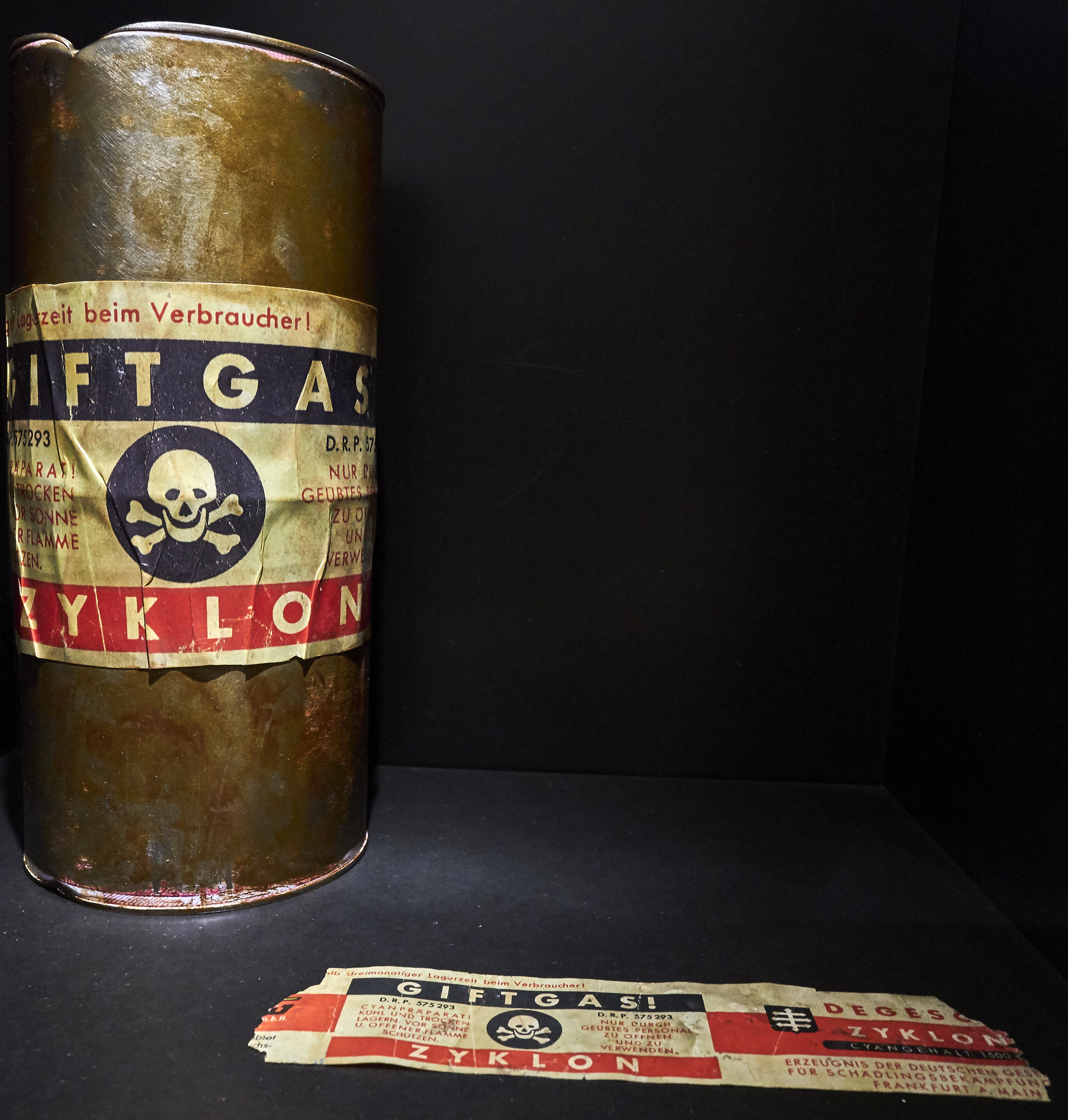
Zyklon gifgas blik - Cyaangehalte 1.500 gram en uitgespreid bliklabel

Initieel werd Zyklon B in de concentratiekampen gebruikt voor ontluizen van kleding en ter bestrijding van tyfus. In september 1941 werden in Auschwitz I de eerste experimenten uitgevoerd met het doden van mensen met behulp van het vergif. Zyklon B werd daarvoor geleverd door de Duitse bedrijven Degesch (Deutsche Gesellschaft für Schädlingsbekämpfung GmbH) en Tesch & Stabenow, onder licentie van octrooihouder IG Farben. Volgens de Duitse wet moest aan Zyklon B een waarschuwende geurstof worden toegevoegd, maar de nazi's bevalen Degesch, in strijd met deze wet, Zyklon B te produceren zonder de waarschuwingsstof.
Het pesticide werd door de nazi's gebruikt in gaskamers van vernietigingskampen Auschwitz-Birkenau en Majdanek. Daarnaast werd het eveneens gebruikt in de concentratiekampen Ravensbrück, Sachsenhausen, Mauthausen, Neuengamme en Stutthof. In Dachau werd ook een gaskamer gebouwd speciaal voor het gebruik van Zyklon B, deze is om onbekende redenen nooit in gebruik genomen.
In Bełżec, Sobibór, Treblinka en Chełmno werd geen Zyklon B gebruikt, maar koolstofmonoxide uit de uitlaat van een benzine- of dieselmotor. In Majdanek waren twee van de drie gaskamers gebouwd voor afwisselend gebruik van Zyklon B en koolstofmonoxide.

## Berechting

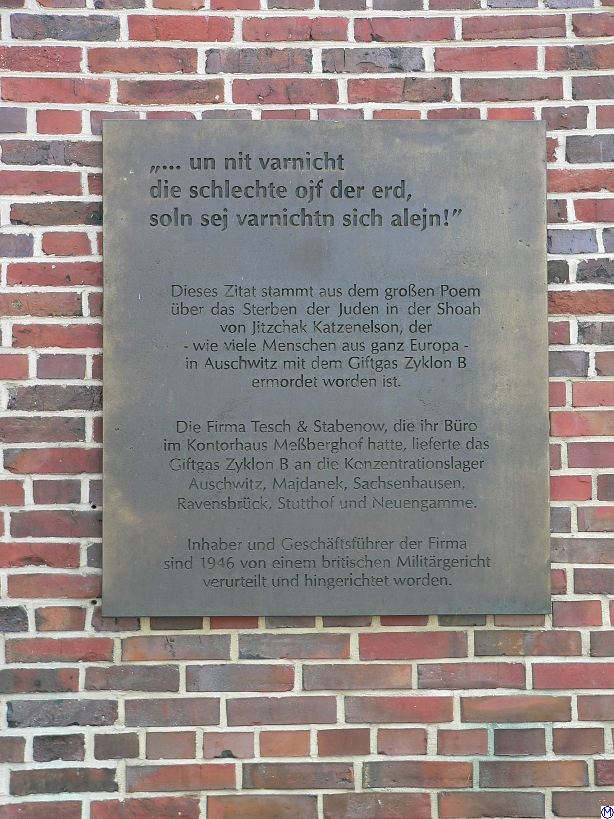
Gedenkplaat met betrekking tot juridische vervolging van diverse directieleden van de firma Tesch & Stabenow

Na de oorlog werden twee directeuren van Tesch & Stabenow door een Brits oorlogstribunaal berecht en geëxecuteerd voor hun aandeel in het leveren van de stof.
Gebruik van het woord Zyklon is nog altijd een bron van woede voor sommige Joodse groeperingen. In 2002 moesten zowel Bosch Siemens Hausgeräte als Umbro pogingen laten varen om de term als handelsmerk te gebruiken voor hun producten. Het pesticide wordt tegenwoordig geproduceerd onder de handelsnaam Cyanosil.

## Naam
Zyklon is het Duitse woord voor een cycloon (tropische wervelstorm). De reden achter de naam Zyklon B is onduidelijk. Er bestond al een middel Zyklon A, een pesticide met methylcyanoformiaat als werkzame component. Er is een theorie die stelt dat de B van Blausäure, blauwzuur, is. Productie van methylcyanoformiaat, en dus van Zyklon A, werd onder het Verdrag van Versailles verboden omdat het kon dienen als een reagens bij de productie van strijdgassen.